# Rushia Brown
Yerushia Brown, detta Rushia (New York, 5 maggio 1972), è un'ex cestista statunitense, professionista nella WNBA.